# Hyundai Trago
Hyundai Trago — сімейство важких вантажівок південно-корейської компанії Hyundai, що виготовляється з 2006 року і прийшло на заміну Hyundai New Power Truck. Із зовнішніх відмінностей — з'явився сонцезахисний козирок над лобовим склом, змінилися обтічники в кутах кабіни, трохи інша решітка радіатора, нові кольори кабіни. На Trago вперше з'явилася денна кабіна без спального відсіку. Істотні зміни відбулися в інтер'єрі кабіни і її оснащенні. Вантажівка отримала нову панель приладів, травмобезпечне кермо (як опція пропонується багатофункціональне кермо), широкий набір крісел, що включає такі широкий набір регулювань, пневмопідвіску, підлокітник і шкіряну оббивку. Випускається в комплектаціях Gold і Pro. Нові моделі отримали нові двигуни потужністю 300—460 к.с. Колісні формули — 4х2, 6х2, 6х4, 8х4, 10х4. Виконання по масі — 9,5-25 тонн. Випускається у вигляді шасі, бортової платформи, сідлового тягача або самоскида. В Європу модель не поставляється.
У Північній Америці продавався компанією Bering Motors під назвою Bering HD або Bering HDMX. У 2013 році на зміну моделі прийшла нова Hyundai Xcient, пристосована до європейського ринку.